# Leave (Get Out)
Leave (Get Out) is een nummer van de Amerikaanse zangeres JoJo uit 2004. Het is de eerste single van haar titelloze debuutalbum.
Het nummer werd vooral in Europa en Oceanië een hit. In de Amerikaanse Billboard Hot 100 haalde het de 12e positie. In zowel de Nederlandse Top 40 als de Vlaamse Ultratop 50 haalde het de 4e positie.